# 秦岭大熊猫野化培训基地
秦岭大熊猫野化培训基地2009年9月16日在陕西省佛坪县落成，由陕西省珍稀野生动物抢救饲养研究中心设立。